# Фадеев, Андриан Гуриевич
Андриа́н Гу́риевич Фаде́ев (род. 22 октября 1977, Ленинград) — российский артист балета, балетмейстер, хореограф. Художественный руководитель балетной труппы Мариинского театра.
Премьер Мариинского театра, художественный руководитель — директор Театра балета имени Леонида Якобсона (с 2011), заслуженный артист РФ (2008).

## Биография
Отец — Гурий Николаевич Малофеев (1932—2000), инженер. Мама — Светлана Леонидовна Фадеева (род. 22.08.1936), артистка балета, педагог, заслуженный деятель искусств РФ. Жена — Александра Владимировна Гронская (род. 13.09.1975), солистка балета, заслуженная артистка РФ (2011). В 2004 году у пары родился сын Павел.
Окончил Академию Русского балета имени А. Я. Вагановой (класс артиста балета, народного артиста СССР Владилена Семёнова).
В труппе Мариинского театра — с 1995 года, ведущий солист — с 1997 года.
C 2011 года — художественный руководитель — директор Театра балета имени Леонида Якобсона.
В 2024 году назначен художественным руководителем балетной труппы Мариинского театра, сменив Юрия Фатеева.

## Творчество
В 2001 году специально для Андриана Фадеева Джон Ноймайер создал главную партию в балете «Звуки пустых страниц».
В 2003 году дебютировал в Берлинской опере в партии Ромео в спектакле «Ромео и Джульетта».
В Римской опере танцевал в спектаклях «Аполлон», «Спящая красавица», «Лебединое озеро».
В 2005 году исполнил главную партию в балете «Щелкунчик» (хореография Василия Вайнонена) в Национальном театре Токио, а также дебютировал в Мюнхенской опере в спектакле Ивана Лишки «Спящая красавица».
В репертуаре Фадеева ведущие партии в балетах:
- «Сильфида» (Джеймс);
- «Жизель» (Граф Альберт, крестьянское Pas de deux);
- «Корсар» (Ланкедем, Али);
- «Баядерка» (Солор);
- «Спящая красавица» (Принц Дезире), редакция 1890 года;
- «Спящая красавица» (Принц Дезире, Голубая птица), редакция Константина Сергеева;
- «Пробуждение Флоры» (Зефир), реконструкция спектакля 1894;
- «Лебединое озеро» (Принц Зигфрид, Pas de trois, Шут);
- «Раймонда» (Grand pas classique);
- «Дон Кихот» (Базиль);
- «Шопениана»;
- «Видение розы»;
- «Петрушка»;
- «Бахчисарайский фонтан» (Вацлав);
- «Ромео и Джульетта» (Ромео);
- «Аполлон»;
- «Фортепианный концерт № 2» (Ballet Imperial);
- «Симфония до мажор» (I часть);
- Tchaikovsky Pas de deux;
- «Драгоценности» («Изумруды», «Рубины», «Бриллианты»);
- «Этюды»;
- Spring and Fall;
- Now and Then;
- «Юноша и смерть»;
- «Щелкунчик» (Принц), постановка Михаила Шемякина, хореография Кирилла Симонова;
- The Vertiginous Thrill of Exactitude («Головокружительное упоение точностью»).

## Награды и звания
Почётные звания
- Заслуженный артист Российской Федерации (2008) — за большой вклад в развитие отечественной и мировой музыкальной культуры и театрального искусства[2].

Другие награды, премии и общественное признание
- Лауреат Международного конкурса Vaganova-Prix (Петербург, 1995).
- Лауреат премии «Балтика» (1998).
- Лауреат Высшей театральной премии Санкт-Петербурга «Золотой софит» (1999, 2000).
- Удостоен приза журнала «Балет» — «Душа танца» (в номинации «Звезда», 2000), а также ежегодной международной премии «За искусство танца им. Л. Мясина» (Италия, Positano, 2006).
- Участник международного проекта «Звёзды балета XXI века».